# Kaszownik
Kaszownik – średniowieczny sztuczny zbiornik wodny założony przez zakon krzyżacki w XIV wieku. Mieści się on na Mokrym w Toruniu, przy granicy z Przedmieściem św. Katarzyny. Od strony północnej i wschodniej graniczy z ulicą Przy Kaszowniku, zachodniej z dworcem autobusowym, południowej z ogródkami działkowymi.
Kaszownik powstał w XIV wieku. po doprowadzeniu przez sztuczny przekop Strugi Toruńskiej do Torunia. Wody Strugi Toruńskiej służyły do zasilania wód fos przy murach obronnych miasta oraz zapędzania kół młyńskich młynów przy zamku krzyżackim. Kaszownik pełnił funkcję rezerwuaru wody w razie nagłego zwiększonego zapotrzebowania na nią. W XIV wieku nad zbiornikiem zbudowano warsztaty i urządzenia korzystające z energii wodnej.
Początkowo Kaszownik składał się z dwóch zatok: Stawu Dolnego (większego, od strony zachodniej) i Górnego (mniejszego, od strony wschodniej). Mniejszy był bezpośrednio zasilany przez Strugę Toruńską. W XIX wieku Kaszownik został pogłębiony i powiększony. W jego pobliżu mieściły się założony w 1842 roku zakład Drewitza, produkujący narzędzia i maszyny rolnicze oraz Brama Lubicka, oddana do użytku w 1894 roku. W okresie międzywojennym architekt i urbanista Franciszek Krzywda-Polkowski zaproponował wybudowanie nad Kaszownikiem wybrzeża kąpielowego z zapleczem. W latach 70. XX wieku w ramach rozbudowany wschodniego odcinka ulicy Przy Kaszowniku zasypano Staw Górny.